# トルカ
トルカ（ToruCa）とは、かつて日本の携帯電話会社NTTドコモが提供していた、主にFOMA端末で利用できるサービスの商標名である。2020年9月10日をもってサービスを終了した。おサイフケータイの付加機能で、レストランカードやクーポン券などを携帯電話に保存することができる。

## 概要
おサイフケータイの利用拡大を狙った機能。サイトでダウンロードすることや、提携店のリーダライタにかざすことで入手でき、保存することができる。利用の際は、「かざす」方法ではなく「見せる」方法のため、サイトからのダウンロードの場合にはICは一切関係なくなる。その点からしては、IC機能という認識はほとんどない。
一方日本テレビでは、関東地区において、ワンセグのデータ放送でレシピ情報などを配信している。
一般的に「電子クーポン」という認識が高いが、公式には「紙媒体の配布物（カードなど）を携帯電話端末に取り込む」機能としている。
対応端末数に比べて普及は進んでいないが、全国のマクドナルドで順次導入予定であると2007年の2月に発表され、2007年10月より運用を開始した。
2020年4月、NTTドコモは同年9月10日にサービスを終了することを発表し、予定通り同年9月10日13時30分をもってサービスを終了した。現在の事業環境を鑑み、経営資源を集中すべくサービス終了を決定したとしている。

## 対応機種

### ドコモ ケータイ
- FOMA 902iシリーズ以降（おサイフケータイ非対応機種を除く）

### ドコモ スマートフォン
- 全機種（おサイフケータイ非対応機種を除く）

### iPhone
- なし